# 伊勢二見鳥羽周遊バス

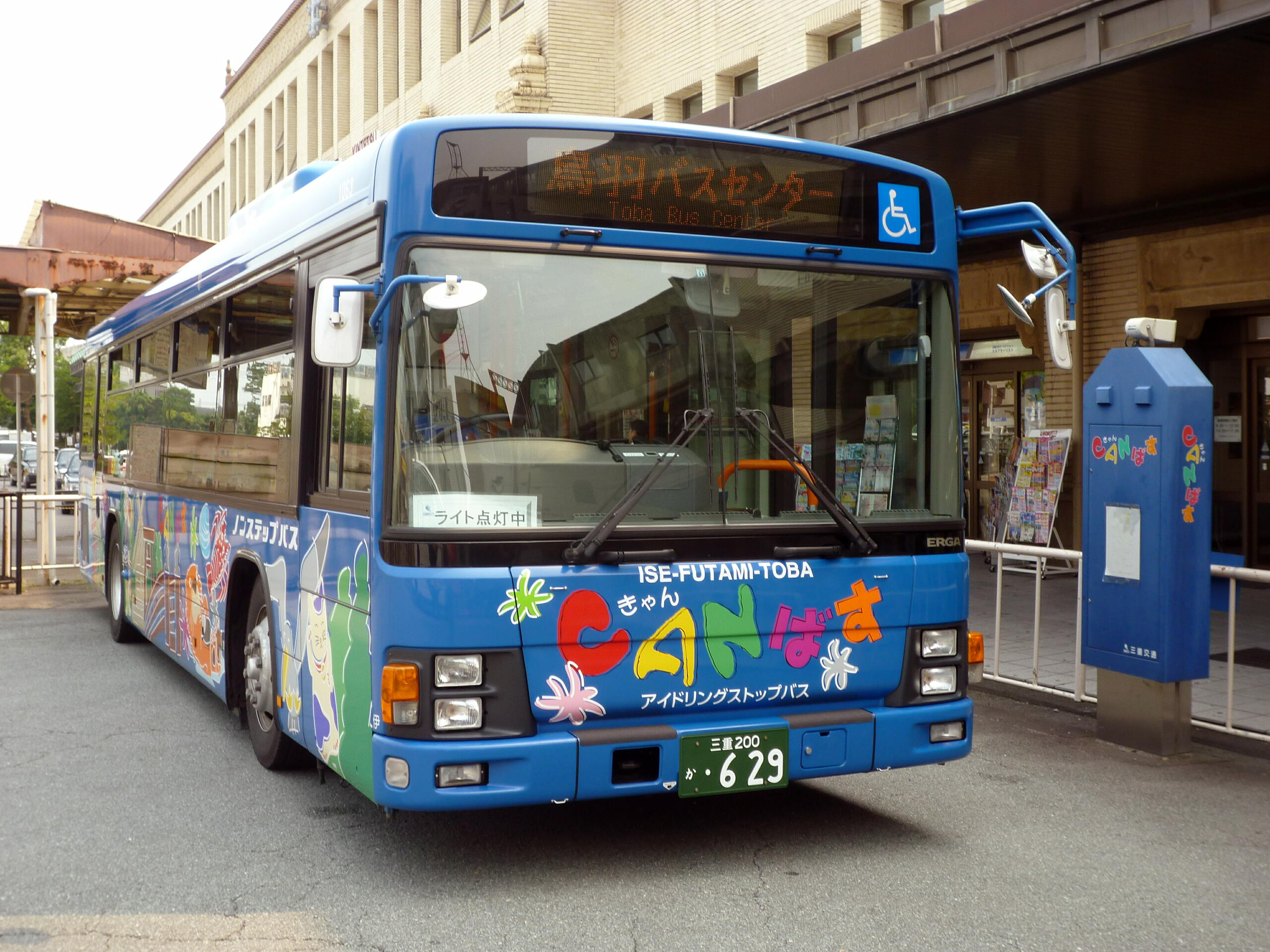
CANばす専用車両

伊勢二見鳥羽周遊バス（いせふたみとばしゅうゆうバス）は三重交通伊勢営業所が運行する路線バス。愛称はCANばす（キャンばす）。

## 沿革
伊勢市、鳥羽市、二見町の3市町や民間7企業、三重ビジターズ推進機構などの13団体が導入を進め、地理に不慣れな観光客でも安心してバス移動できるよう、停留所を鉄道駅と観光地に絞り、2000年（平成12年）に運行開始した。愛称の「CANばす」は英語のCAN（できる）と絵を描くキャンバスにかけて「思いのままに旅を描けるバス」の意を込めたとしている。

### 年表
- 2000年（平成12年）4月25日 - 運行開始[2]。
- 2000年（平成12年）9月27日 - 「サンアリーナ」、「池の浦」停留所新設[3]。
- 2003年（平成15年）3月8日 - バスロケーションシステム開始[4]。
- 2004年（平成16年）4月1日 - 「二見浦旅館街」停留所廃止。｢民話の駅　蘇民前｣、｢二見町役場前｣停留所新設。「内宮・おはらい町入口」停留所を｢おはらい町入口｣停留所に、「二見バスセンター」停留所を｢二見浦表参道｣停留所に改称[5]。
- 2005年（平成17年）10月1日 - 「河崎商人館駐車場」まで路線延長[6]。
- 2005年（平成17年）12月1日 - 「二見町役場前」停留所を「二見総合支所前」停留所に改称[7]。
- 2005年（平成17年）12月17日 - 低床バス車両を一部（2台）導入[8]。
- 2006年（平成18年）12月8日 - 低床バス車両2台を追加導入[9]。
- 2010年（平成22年）3月19日 - 「宇治山田駅前」 - 「河崎商人館駐車場」間の運行廃止、土日祝日の「おはらい町入口」停車を「内宮前」停車に変更、鳥羽側の起終点を「鳥羽バスセンター」から「鳥羽水族館・ミキモト真珠島」に変更。
- 2012年（平成24年）3月30日 - バスロケーションシステム終了。

## 現行路線
宇治山田駅前 - 伊勢市駅前 - 外宮前 - 神宮徴古館 前- 内宮前 - サンアリーナ - 伊勢・安土桃山文化村 - 二見浦表参道 - 夫婦岩東口・二見シーパラダイス前 - 鳥羽バスセンター - 鳥羽水族館・ミキモト真珠島 -(鳥羽シーサイドホテル)
- 内宮前⇔鳥羽水族館の区間便もある。
- 鳥羽シーサイドホテルへは、朝の伊勢ゆき1便と、土日祝日の鳥羽ゆき2便のみ乗り入れ。

## 車両
運行開始当初はいすゞ・スーパークルーザーや三菱・エアロクイーンＭなどの観光バスを転用・改造した車両が使われたが、現在は青色を基調とした塗装を施し、ハイバックシートを装備した専用ノンステップバスが使用されている。ただし、車両整備等により三重交通の一般路線バスの車両が使用される場合もある。
なお、2006年（平成18年）に追加導入した車両（2台）の車種は「いすゞ PJ-LV234N1」と公表している。